# Angel (serie televisiva)
Angel è una serie televisiva statunitense iniziata nel 1999, spin-off di Buffy l'ammazzavampiri, ambientata nella metropoli di Los Angeles ed incentrata sulle avventure di Angel (David Boreanaz) a seguito del suo allontanamento da Sunnydale e dal suo amore, Buffy Summers.
Come Buffy l'ammazzavampiri, è stato prodotto dalla casa di produzione di Joss Whedon, la Mutant Enemy.
Nel novembre del 2007 in America la serie ha avuto una continuazione a fumetti, intitolata Angel: Dopo la caduta. La serie è stata pubblicata in Italia a partire da settembre 2010 da Italycomics. Angel ha avuto anche un episodio pilota mai andato in onda.

## Storia e temi
Alla serie, concentrata sull'attività di Angel a Los Angeles, è stato dato un tono molto più macabro e adulto rispetto a Buffy l'ammazzavampiri. La serie tratta la storia di Angel, un vampiro che dopo una serie di aberranti omicidi e torture contro le sue vittime, è tormentato dal ritorno della sua anima. Durante le prime quattro stagioni è a capo di un'agenzia investigativa (la "Angel Investigazioni"); Angel lavora quindi come detective privato in una versione romanzata di Los Angeles, California, dove lui e i suoi collaboratori si impegnano ad aiutare gli indifesi e a salvare le anime di coloro che hanno perso la strada. In genere, questa missione comporta la lotta contro il Male o demoni alleati con l'uomo (in primo luogo lo studio legale Wolfram & Hart). Sempre presente, è la sfida che Angel deve affrontare: la consapevolezza della sua natura oscura (il suo alter ego Angelus) e la possibilità di ridiventare umano grazie all'adempimento di un'antica profezia (la Shanshu). Nella quinta stagione, i Soci Anziani della Wolfram & Hart affidano ad Angel il controllo dello studio di Los Angeles della loro società, nel tentativo di corrompere i suoi buoni propositi. Angel, così come i suoi amici, accetta, consapevole che l'accordo costituirà un'opportunità per la lotta contro il male dal suo interno. Una scelta che avrà però conseguenze catastrofiche per il suo gruppo, con la morte di alcuni dei suoi più cari amici e lo scontro finale con le Armate Infernali sullo sfondo di un mondo sul baratro dell'Apocalisse.
In aggiunta all'attore David Boreanaz, la serie Angel ha ereditato da Buffy Charisma Carpenter che nella serie interpretava Cordelia Chase. Quando Glenn Quinn (Allen Francis Doyle) ha lasciato la serie nel corso della sua prima stagione, ha preso il suo posto Alexis Denisof (Wesley Wyndam-Pryce), altro personaggio di Buffy, presente negli ultimi nove episodi della terza stagione. Carpenter e Denisof sono stati seguiti più tardi da Mercedes McNab (Harmony Kendall) e James Marsters (Spike). Diversi attori, che a suo tempo hanno recitato in Buffy, sono ricomparsi nella serie spin-off, tra cui Seth Green (Oz), Sarah Michelle Gellar (Buffy Summers), Eliza Dushku (Faith Lehane), Tom Lenk (Andrew Wells) e Alyson Hannigan (Willow Rosenberg). Angel ha inoltre continuato a comparire diverse volte in Buffy.

## Personaggi e interpreti

### Personaggi principali
- Angel (stagioni 1-5), interpretato da David Boreanaz, doppiato da Francesco Bulckaen.
- Cordelia Chase (stagioni 1-4, ospite 5), interpretata da Charisma Carpenter, doppiata da Francesca Fiorentini.
- Allen Francis Doyle (stagione 1), interpretato da Glenn Quinn, doppiato da Alessandro Quarta.
- Wesley Windham Pryce (stagioni 1-5), interpretato da Alexis Denisof, doppiato da Vittorio Guerrieri.
- Charles Gunn (stagioni 2-5, ricorrente 1), interpretato da J. August Richards, doppiato da Fabrizio Vidale.
- Winifred Burkle/Illyria (stagioni 3-5, ricorrente 2), interpretata da Amy Acker, doppiata da Francesca Manicone.
- Lorne (stagioni 4-5, ricorrente 2-3), interpretato da Andy Hallett, doppiato da Danilo De Girolamo.
- Connor (stagione 4, ricorrente 3 e 5), interpretato da Vincent Kartheiser, doppiato da Fabrizio De Flaviis.
- Spike (stagione 5, ospite 1 e 2), interpretato da James Marsters, doppiato da Fabio Boccanera (nell'episodio 2x07, Giorgio Borghetti).
- Harmony Kendall (stagione 5, ospite 2), interpretata da Mercedes McNab, doppiata da Claudia Pittelli (nell'episodio 2x17, Giò Giò Rapattoni).

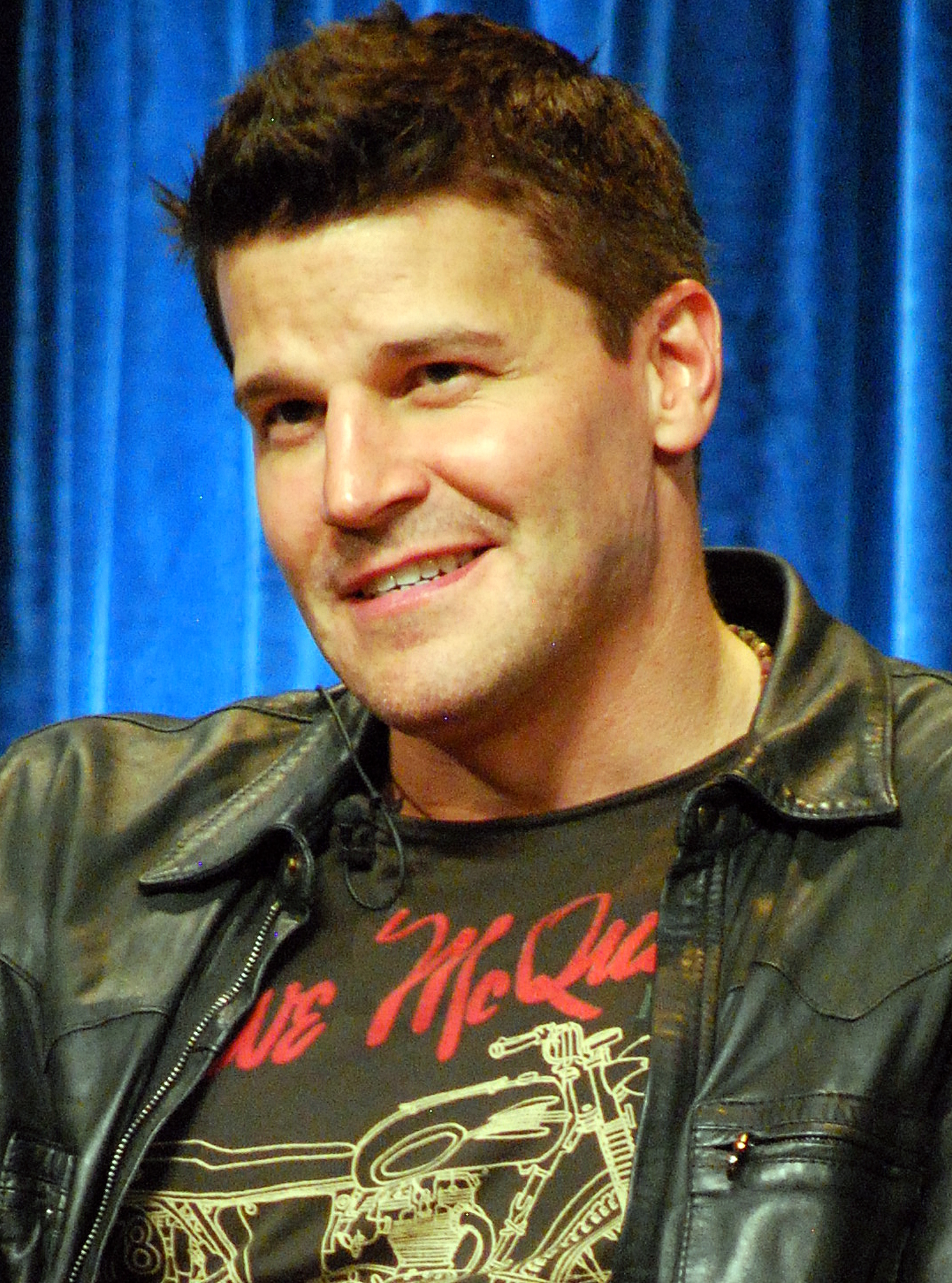
David Boreanaz interpreta Angel
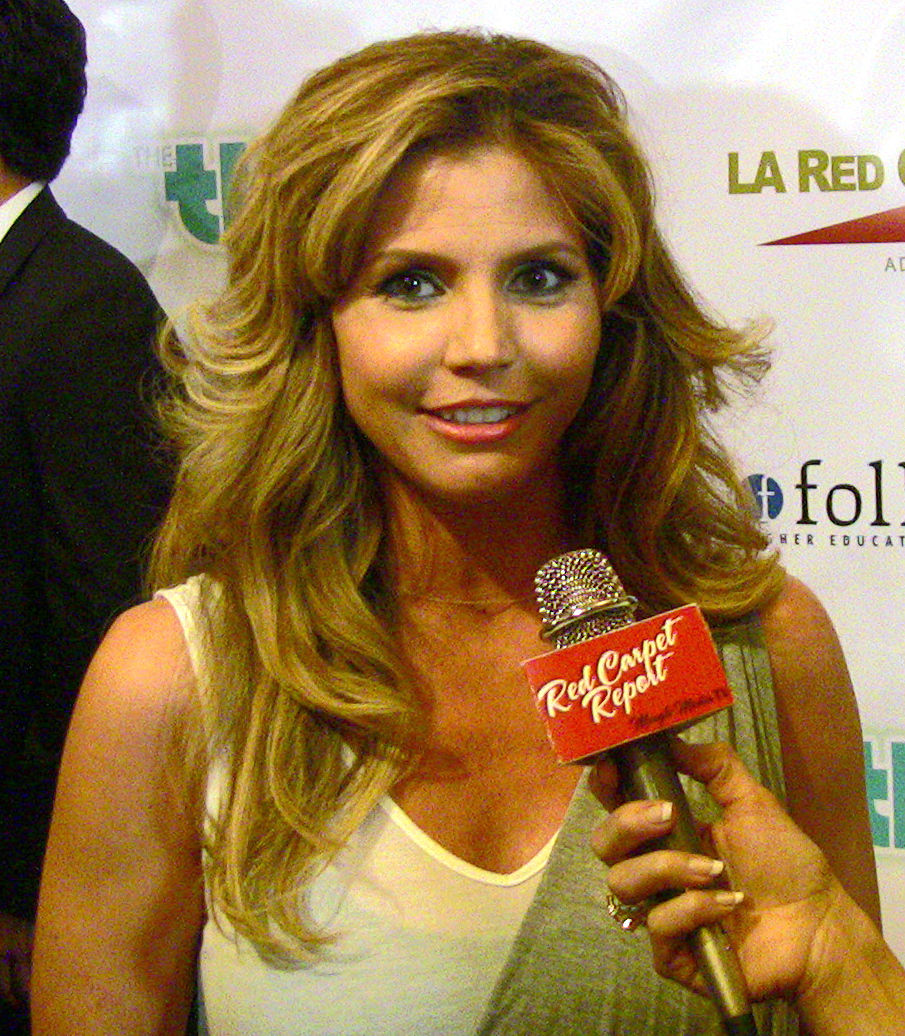
Charisma Carpenter interpreta Cordelia Chase
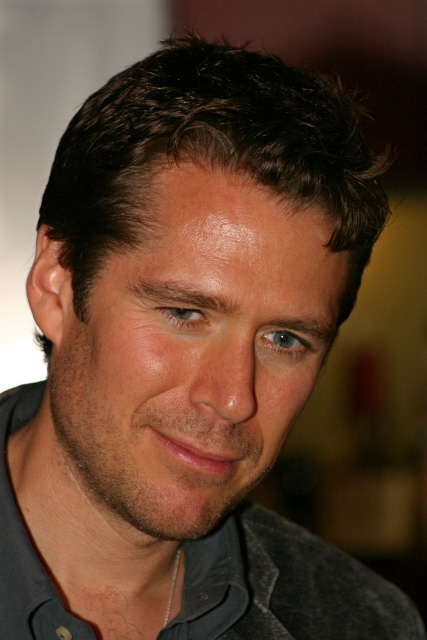
Alexis Denisof interpreta Wesley Windham Pryce
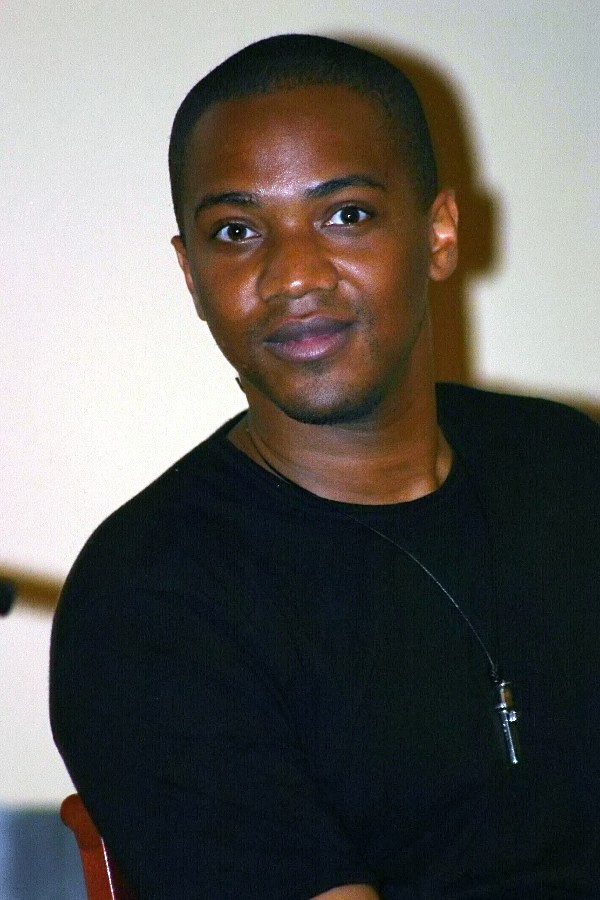
J. August Richards interpreta Charles Gunn
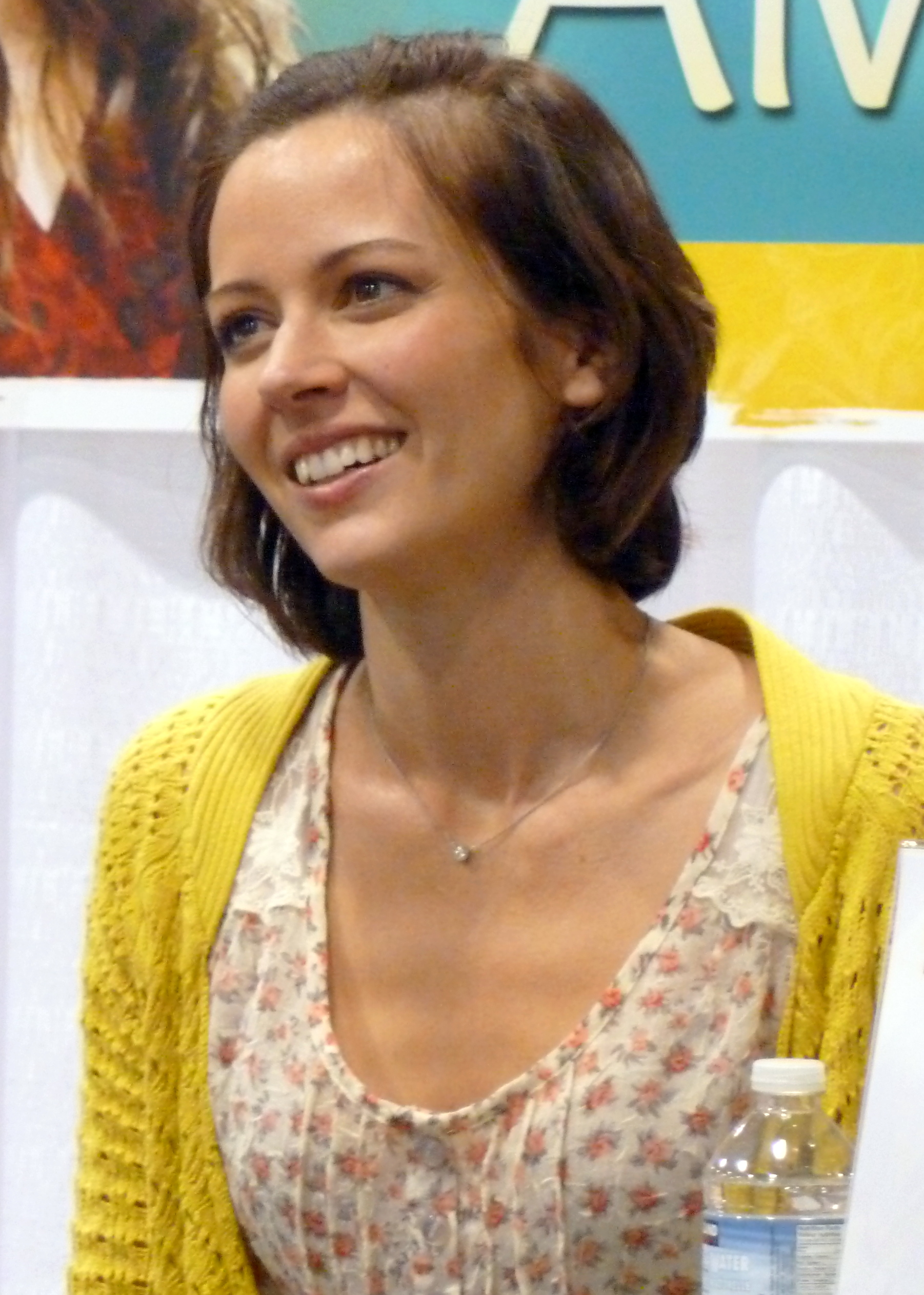
Amy Acker interpreta Fred Burkle e Illyria
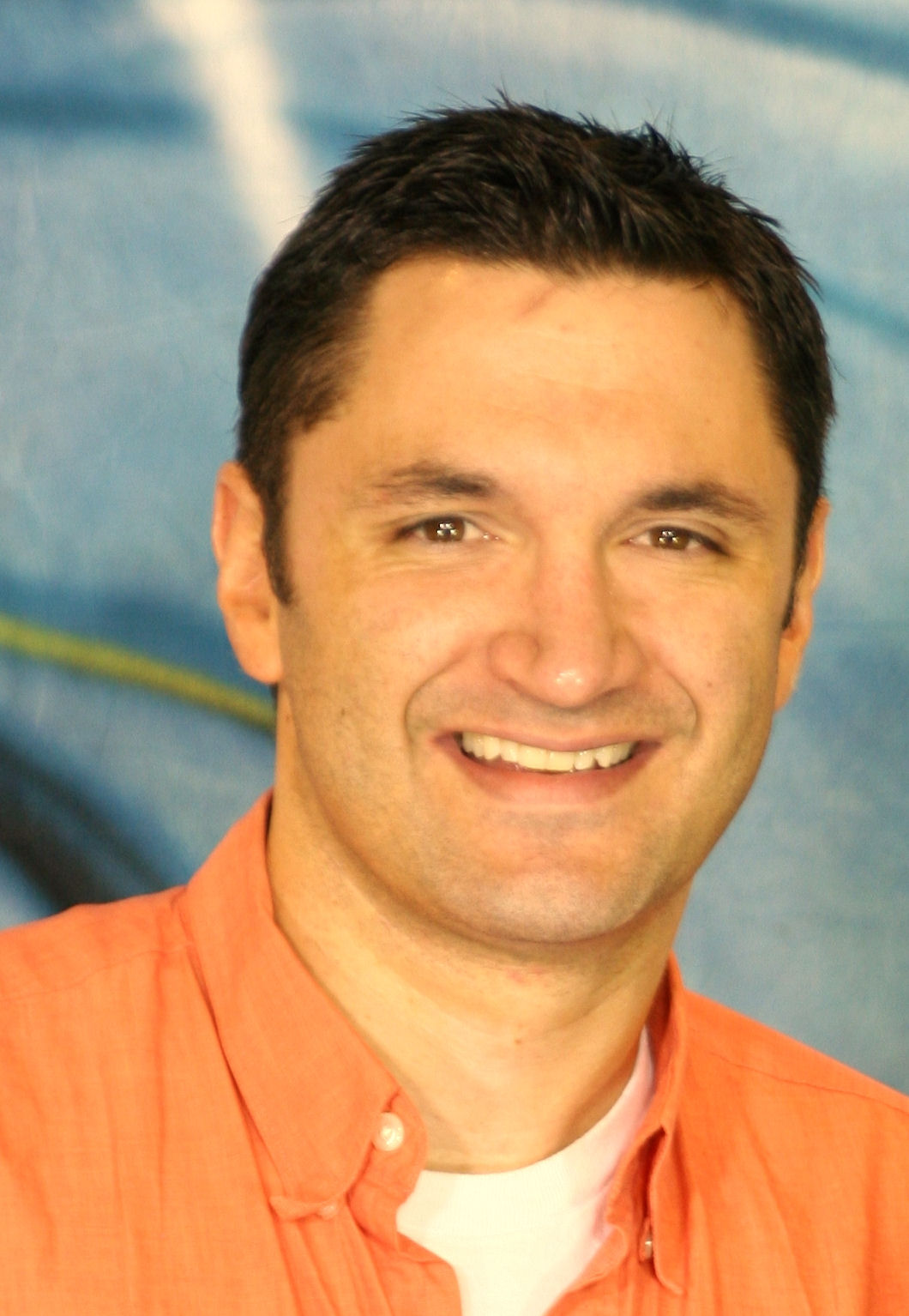
Andy Hallett interpreta Lorne
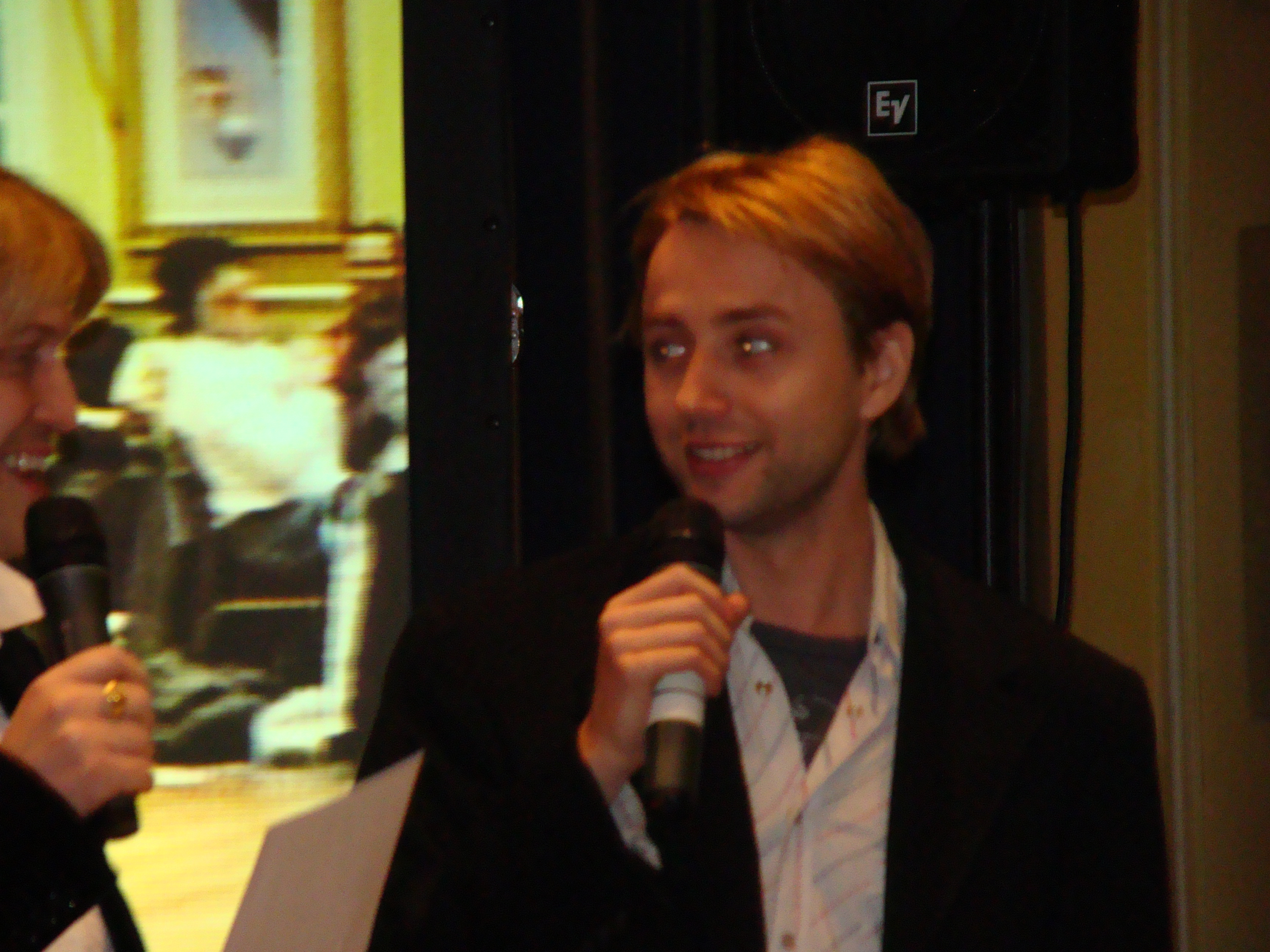
Vincent Kartheiser interpreta Connor
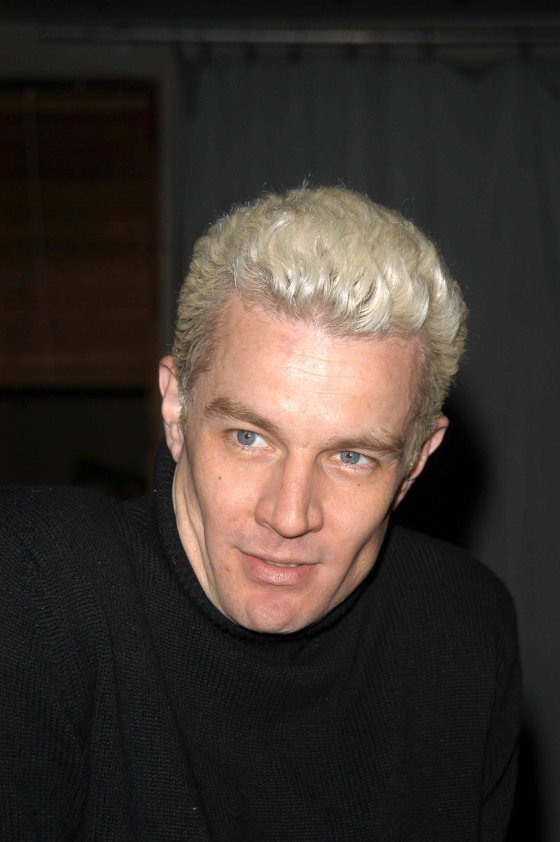
James Marsters interpreta Spike
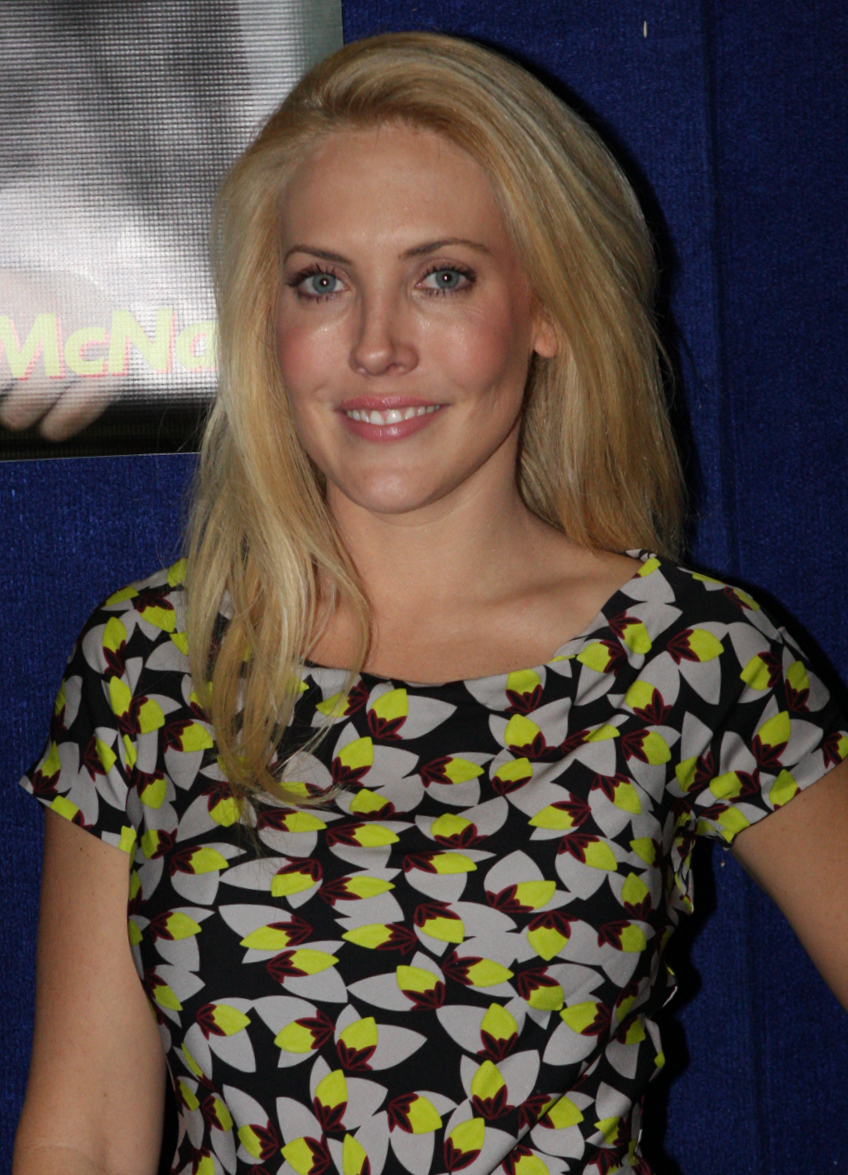
Mercedes McNab interpreta Harmony Kendall

### Personaggi secondari
- Lindsey McDonald (stagioni 1-2, 5), interpretato da Christian Kane, doppiato da Christian Iansante.
- Lilah Morgan (stagioni 1-4), interpretata da Stephanie Romanov, doppiata da Sabrina Duranti.
- Kate Lockley (stagioni 1-2), interpretata da Elisabeth Röhm, doppiata da Laura Romano.
- Holland Manners (stagioni 1-2), interpretato da Sam Anderson, doppiato da Emilio Cappuccio.
- Buffy Anne Summers (stagione 1 ospite), interpretata da Sarah Michelle Gellar, doppiata da Barbara De Bortoli.
- Faith Lehane (stagione 1-2, 4), interpretata da Eliza Dushku, doppiata da Federica De Bortoli.
- Lee Mercer (stagione 1), interpretato da Thomas Burr, doppiato da Daniele Barcaroli.
- Willow Rosenberg (stagioni 2, 4), interpretata da Alyson Hannigan, doppiata da Federica Bomba e Emanuela D'Amico.
- Darla (stagioni 1-5), interpretata da Julie Benz, doppiata da Francesca Guadagno.
- Drusilla (stagione 2, 5), interpretata da Juliet Landau, doppiata da Marta Altinier.
- Merl (stagioni 2-3), interpretato da Matthew James, doppiato da Oliviero Dinelli.
- Virginia Bryce (stagione 2), interpretata da Brigid Brannagh, doppiata da Chiara Colizzi.
- Landok (stagione 2), interpretato da Brody Hutzler, doppiato da Saverio Indrio.
- Silas (stagione 2), interpretato da Leland Crooke, doppiato da Antonio Palumbo.
- Groosalug (Groo) (stagioni 2-3), interpretato da Mark Lutz, doppiato da Alessandro Quarta.
- Gavin Park (stagioni 2-4), interpretato da Daniel Dae Kim, doppiato da Fabrizio Picconi.
- Daniel Holtz (stagione 3), interpretato da Keith Szarabajka, doppiato da Fabrizio Pucci.
- Linwood Murrow (stagioni 3-4), interpretato da John Rubinstein, doppiato da Gino La Monica.
- Justine Cooper (stagioni 3-4), interpretata da Laurel Holloman, doppiata da Alessandra Korompay.
- Skip (stagioni 3-4), interpretato da David Denman, doppiato da Alberto Angrisano.
- Sahjhan (stagioni 3, 5), interpretato da Jack Conley, doppiato da Massimo Bitossi.
- Gwen Raiden (stagione 4), interpretata da Alexa Davalos, doppiata da Valentina Mari.
- La Bestia (stagione 4), interpretato da Vladimir Kulich, doppiato da Mario Bombardieri.
- Jasmine (stagione 4), interpretata da Gina Torres, doppiata da Claudia Catani.
- Knox (stagioni 4-5), interpretato da Jonathan Woodward, doppiato da Daniele Natali.
- Eve (stagione 5), interpretata da Sarah Thompson, doppiata da Emanuela D'Amico.
- Nina Ash, interpretata da Jenny Mollen, doppiata da Connie Bismuto.
- Cyvus Vail, interpretato da Dennis Christopher, doppiato da Dario Penne.
- Marcus Hamilton (stagione 5), interpretato da Adam Baldwin, doppiato da Danilo Di Martino.

## Episodi
La serie è composta da un totale di 110 episodi, divisi in 5 stagioni da 22 episodi ciascuna; la WB ha chiuso la produzione della serie al suo quinto anno. In Italia la serie è trasmessa con cadenza annuale da Fox che ha completato la messa in onda della serie nell'estate 2007; in chiaro Italia 1 ha trasmesso la prima stagione in seconda serata nel 2005 e l'ha replicata a notte fonda nel 2007, facendola seguire, nel medesimo orario, dalla seconda e dalla terza. In seguito Rai 4 ha trasmesso in chiaro sul digitale terrestre tutte e cinque le stagioni. La quinta stagione finisce con una serie di interrogativi inevasi ed un cliffhanger (ripresi poi nei fumetti canon).
| Stagione         | Episodi | Prima TV originale | Prima TV Italia |
| ---------------- | ------- | ------------------ | --------------- |
| Prima stagione   | 22      | 1999-2000          | 2003            |
| Seconda stagione | 22      | 2000-2001          | 2004            |
| Terza stagione   | 22      | 2001-2002          | 2005            |
| Quarta stagione  | 22      | 2002-2003          | 2006            |
| Quinta stagione  | 22      | 2003-2004          | 2007            |

## DVD
In Italia sono stati pubblicati i DVD di tutte e cinque le stagioni:
- Prima stagione: 23 febbraio 2005
- Seconda stagione: 15 giugno 2005
- Terza stagione: 18 gennaio 2006
- Quarta stagione: 7 febbraio 2007
- Quinta stagione: 28 novembre 2007

## Controversie
Quando Joss Whedon con il suo team decise di creare Angel, aveva un'idea ben precisa di ciò che lo show sarebbe stato: uno spettacolo dark e maturo che avrebbe interessato un pubblico prettamente adulto, a differenza della serie madre Buffy, che aveva sempre conferito una certa leggerezza e che poteva essere definita più adolescenziale.
La premessa fu mantenuta, tuttavia proprio a causa di ciò, ci furono diversi problemi legati ai contenuti troppo espliciti del programma per via della rete The WB, nata principalmente come canale per adolescenti. Durante la produzione dei primi episodi, ci furono diverse trame rifiutate dalla rete, che definiva "troppo pesanti e scabrose". Il primo episodio ad essere censurato fu originariamente il secondo della prima stagione, che doveva trattare diverse scene con prostitute e altre di violenza sessuale.
Nonostante queste prime incomprensioni, la serie di Angel è andata avanti per cinque anni, senza che gli autori dovessero censurare la propria fantasia. Infatti, in Inghilterra, la prima stagione ha comunque un visto censura vietato ai minori di 18 anni, per via di un episodio che tratta di possessioni demoniache e rituali satanici.
Nel corso della serie, vengono spesso mostrate scene splatter e di accentuata violenza, così come viene utilizzato un linguaggio piuttosto scurrile (soprattutto nella quarta stagione) e mostrate scene di natura sessuale. Per questo motivo in Italia sulle reti pubbliche, la messa in onda e le repliche di Angel furono trasmesse sempre in seconda serata.

## Premi
Ha ottenuto il Saturn Award per:
- Miglior serie TV del (2005)
- Miglior attore in una serie TV David Boreanaz (2001-2002)
- Miglior attrice in una serie TV Charisma Carpenter (2001, 2003)
- Miglior attore non protagonista in una serie TV Alexis Denisof (2003-2004)
- Miglior attrice non protagonista in una serie TV Amy Acker (2005)
- Miglior attrice non protagonista in una serie TV Charisma Carpenter (2000, 2004)
- Miglior attrice non protagonista in una serie TV Juliet Landau (2001)
- Cinescape Face of the Future Amy Acker (2002)

Ha ottenuto il Satellite Awards per:
- Miglior performance di un attore in una serie TV drammatica David Boreanaz (2004)
- Miglior performance di un attore non protagonista in una serie TV drammatica Andy Hallett (2004)
- Miglior performance di un'attrice non protagonista in una serie TV drammatica Amy Acker (2004)
- Miglior performance di un'attrice non protagonista in una serie TV drammatica Gina Torres (2004)